# ألبرت فوكس (لاعب شطرنج)
ألبرت فوكس (بالإنجليزية: Albert Fox)‏ هو لاعب شطرنج أمريكي، ولد في 29 أبريل 1881 في بوسطن في الولايات المتحدة، وتوفي في 29 أبريل 1964 في واشنطن العاصمة في الولايات المتحدة.

## وصلات خارجية
- ألبرت فوكس على موقع مباريات الشطرنج (الإنجليزية)